# Midtstubacken

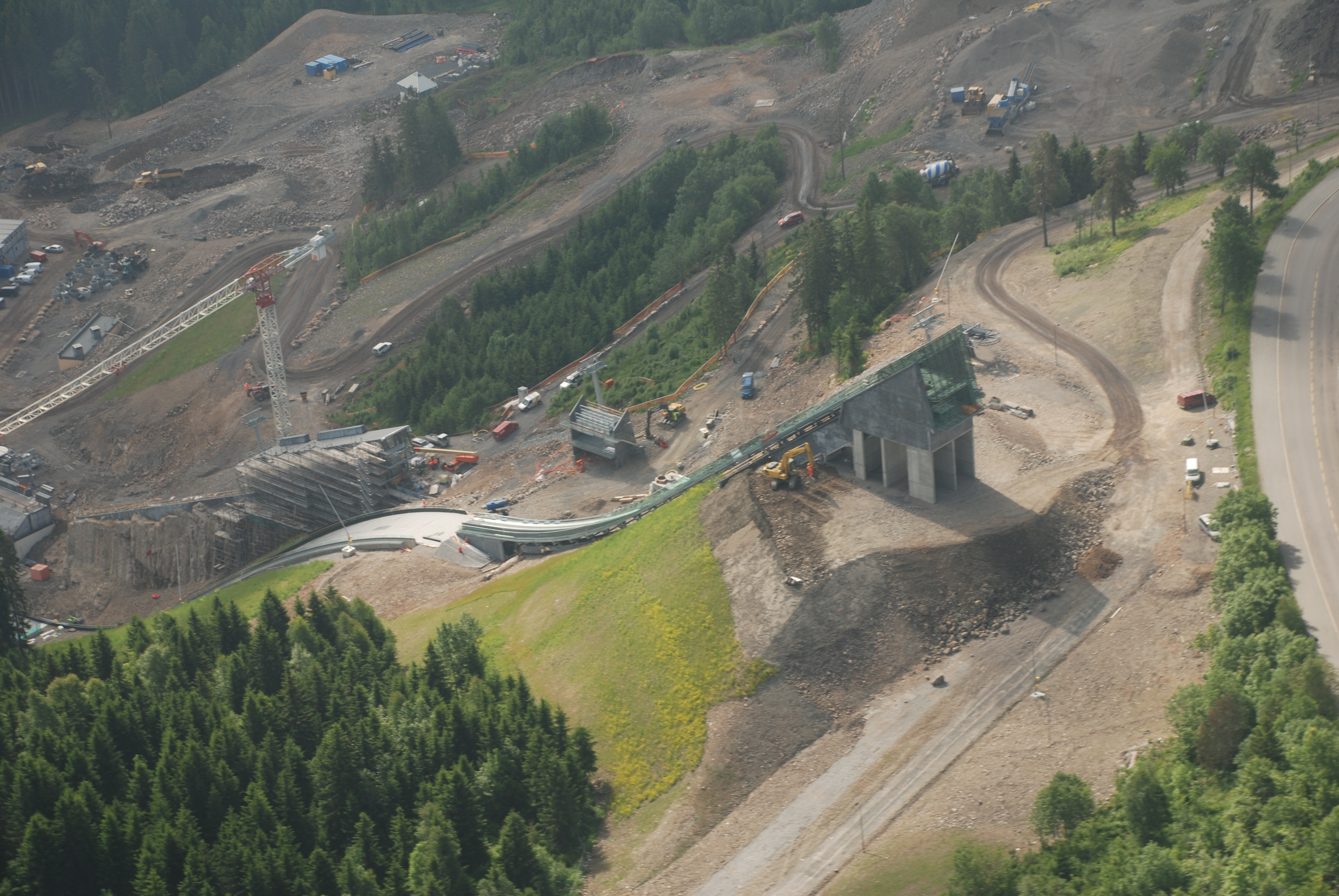
Midtstubacken under byggperioden, juni 2010.

Midtstubacken (no. Midtstubakken) är en hoppbacke i Oslo i Norge. Backen har K-punkt 95 meter och en backstorlek (Hill Size) på 106 meter. Den nuvarande backen invigdes 6 september 2010. Midtstubacken användes under Skid-VM 2011.

## Historia
Den första Midtstubacken byggdes 1927. Backen revs och en ny backe konstruerades och restes 1955. Den användes under Skid-VM 1966 (backhoppningstävlingen i normalbacke och i tävlingen i nordisk kombination). Inför Skid-VM 1982 moderniserades backen och ett nytt längdmätningssystem (ROBOTRON) installerades. Backen revs 1992 och en ny backe stod klar inför Skid-VM 2011. Maren Lundby invigde backen med det allra första hoppet 6 september 2010. 18 september 2010 arrangerades en deltävling i kontinentalcupen för män och kvinnor. Under VM användes backen i tävlingarna i normalbacke (individuellt och lag) och i nordisk kombination (normalbacke + 10 km längdåkning, individuellt och normalbacke + 4x5 km längdåkingstafett, lag). Midstubacken tillhör Holmenkollen nasjonalanlegg.

## Backrekord
Officiellt backrekord tillhör Gregor Schlierenzauer från Österrike, som hoppade 110,5 meter under Skid-VM 26 februari 2011. Backrekord på plast tillhör Felix Schoft från Tyskland och Rafał Śliż från Polen som hoppade 108,5 meter i kontinentalcupen 18 september 2010. Backrekordet för kvinnor tillhör Sara Takanashi från Japan. Hon hoppade 108,0 meter under damernas världscup 9 mars 2012. Daniela Iraschko från Österrike har backrekordet på plast. Hon hoppade 108,0 meter i kontinentalcupen september 2010.

## Viktiga tävlingar
| Dato             | Vinner                                                                        | Andre                                                             | Tredje                                                                  | Type renn                             |
| ---------------- | ----------------------------------------------------------------------------- | ----------------------------------------------------------------- | ----------------------------------------------------------------------- | ------------------------------------- |
| 19 februari 1966 | Bjørn Wirkola, Norge                                                          | Dieter Neuendorf, Östtyskland                                     | Paavo Lukkariniemi, Finland                                             | Skid-VM 1966, normalbacke             |
| 21 februari 1982 | Armin Kogler, Österrike                                                       | Jari Puikkonen, Finland                                           | Ole Bremseth, Norge                                                     | Skid-VM 1982, normalbacke             |
| 20 mars 1987     | Vegard Opaas, Norge                                                           | Hroar Stjernen, Norge                                             | Ernst Vettori, Österrike                                                | Världscup                             |
| 25 februari 2011 | Daniela Iraschko, Österrike                                                   | Elena Runggaldier, Italien                                        | Coline Mattel, Frankrike                                                | Skid-VM 2011, normalbacke, kvinnor    |
| 26 februari 2011 | Thomas Morgenstern, Österrike                                                 | Andreas Kofler, Österrike                                         | Adam Małysz, Polen                                                      | Skid-VM 2011, normalbacke, män        |
| 27 februari 2011 | Österrike Gregor Schlierenzauer Martin Koch Andreas Kofler Thomas Morgenstern | Norge Anders Jacobsen Bjørn Einar Romøren Anders Bardal Tom Hilde | Tyskland Martin Schmitt Michael Neumayer Michael Uhrmann Severin Freund | Skid-VM 2011, lagtävling, normalbacke |
| 9 mars 2012      | Sarah Hendrickson, USA                                                        | Sara Takanashi, Japan                                             | Anette Sagen, Norge                                                     | Världscup, kvinnor                    |